# Giro di Sicilia
Giro di Sicilia – wieloetapowy wyścig kolarski, rozgrywany we Włoszech, na Sycylii. Zaliczany jest do cyklu UCI Europe Tour, w którym posiada kategorię 2.1.

## Lista zwycięzców
| Rok                      | Pierwsze             | Drugie                     | Trzecie              |          |
| ------------------------ | -------------------- | -------------------------- | -------------------- | -------- |
| 1907                     | Carlo Galetti        | Luigi Ganna                | Umberto Zoffoli      |          |
| 1908                     | Carlo Galetti        | Pierino Albini             | Ernesto Azzini       |          |
| 1909-1925 nie rozgrywano |                      |                            |                      |          |
| 1926                     | Domenico Caratozzolo | Francisco Gambino          | Gianbattista Gilli   |          |
| 1927-1928 nie rozgrywano |                      |                            |                      |          |
| 1929                     | Nicola Mammina       | Leonida Frascarelli        | Albino Binda         |          |
| 1930-1931 nie rozgrywano |                      |                            |                      |          |
| 1932                     | Nicola Mammina       | Attilio Pavesi             | Antonio Nicolosi     |          |
| 1933-1935 nie rozgrywano |                      |                            |                      |          |
| 1936                     | Francesco Patti      | Ernesto Zuppa              | Alfredo Mazzocchetti |          |
| 1937-1938 nie rozgrywano |                      |                            |                      |          |
| 1939                     | Remo Cerasa          | Francesco Patti            | Giovanni Corrieri    |          |
| 1940-1947 nie rozgrywano |                      |                            |                      |          |
| 1948                     | Francesco Patti      | Marcello Spadolini         | Vitaliano Lazzerini  |          |
| 1949                     | Dino Rossi           | Sergio Pagliazzi           | Angelo Fumagalli     |          |
| 1950                     | Donato Zampini       | Giacomo Zampieri           | Arigo Padovan        |          |
| 1951                     | Primo Volpi          | Francesco Patti            | Ugo Fondelli         |          |
| 1952 nie rozgrywano      |                      |                            |                      |          |
| 1953                     | Elio Brasola         | Pietro Giudici             | Luigi Mastroianni    |          |
| 1954                     | Ugo Massocco         | Livio Isotti               | Giovanni Roma        |          |
| 1955                     | Gilberto Dall'Agata  | Franco Franchi             | Renzo Accordi        |          |
| 1956                     | Pierre Polo          | Luciano Ciancola           | Walter Serena        |          |
| 1957                     | Alberto Emiliozzi    | Alfredo Sabbadin           | Giuseppe Cainero     |          |
| 1958                     | Carlo Azzini         | Gianbattista Milesi        | Antonino Catalano    |          |
| 1958 (2)                 | Diego Ronchini       | Noè Conti                  | Mario Mori           |          |
| 1959                     | Loris Guernieri      | Federico Galeaz            | Noè Conti            |          |
| 1960                     | Giorgio Tinazzi      | Aurelio Cestari            | Idrio Bui            |          |
| 1961-1972 nie rozgrywano |                      |                            |                      |          |
| 1973                     | Enrico Maggioni      | Michele Dancelli           | Enrico Paolini       |          |
| 1974                     | Roger De Vlaeminck   | Patrick Sercu              | Marino Basso         |          |
| 1975-1976 nie rozgrywano |                      |                            |                      |          |
| 1977                     | Giuseppe Saronni     | Pierino Gavazzi            | Carmelo Barone       |          |
| 1978-2018 nie rozgrywano |                      |                            |                      |          |
| 2019                     | Brandon McNulty      | Guillaume Martin           | Fausto Masnada       |          |
| 2020                     | odwołany             | odwołany                   | odwołany             | odwołany |
| 2021                     | Vincenzo Nibali      | Alejandro Valverde         | Alessandro Covi      |          |
| 2022                     | Damiano Caruso       | Jefferson Alexander Cepeda | Louis Meintjes       |          |
| 2023                     | Aleksiej Łucenko     | Louis Meintjes             | Vincenzo Albanese    |          |
| 2024                     | odwołany             | odwołany                   | odwołany             | odwołany |